# Ilse Obrig
Ilse Obrig (* 21. Februar 1908 in Elberfeld; † 3. Oktober 1978 in West-Berlin) war eine deutsche Rundfunkredakteurin, Moderatorin und Autorin von Kinderbüchern.

## Leben

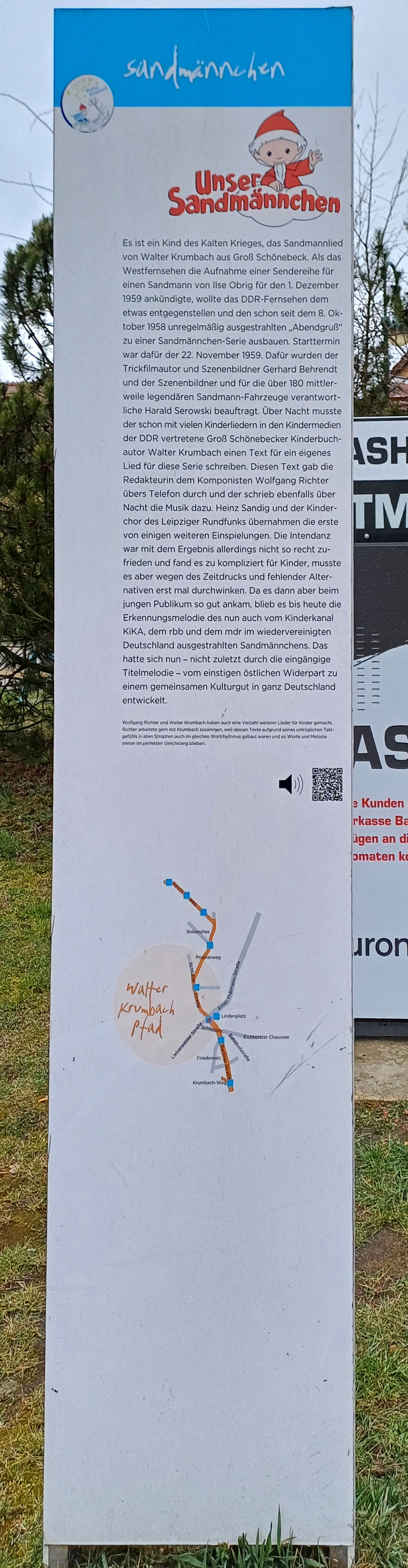
Gedenktafel in Groß Schönebeck

Noch während ihres Studiums der Psychologie begann Ilse Obrig 1928 ihre Tätigkeit im Kinderfunk bei der Mitteldeutschen Rundfunk AG (MIRAG) in Leipzig. 1934 wurde ihre Dissertation zur Erlangung des Doktorgrades (Dr. phil.) mit dem Titel Kinder erzählen angefangene Geschichten weiter von der Universität Leipzig angenommen. Von 1936 an war sie auch beim Reichssender Berlin tätig, wo sie unter anderem Autorin und Sprecherin der populären Kinderhörfunkserie Familie Fröhlich war. Von 1945 bis 1949 war Obrig am Aufbau des Kinderfunks beim Berliner Rundfunk beteiligt, 1950 wechselte sie in den Westteil der Stadt zum RIAS und zum Nordwestdeutschen Rundfunk, der damals auch für West-Berlin zuständig war. Nach der Gründung des Sender Freies Berlin (SFB) als Berliner Landesrundfunkanstalt 1954 war sie dort bis zu ihrer Pensionierung 1973 leitende Redakteurin des Kinderfunks und Kinderfernsehens.
1951 entwickelte Ilse Obrig bereits während der Testphase des Deutschen Fernsehens mit der Kinderstunde die erste deutsche Fernsehsendereihe für Kinder. Nach dem Beginn des regelmäßigen Fernsehbetriebs Ende 1952 wechselte sie sich mit anderen Moderatorinnen und Moderatoren in der Präsentation dieser mehrmals wöchentlich ausgestrahlten halbstündigen Sendung bis zur Mitte der 60er Jahre ab. Obrig sprach nicht direkt in die Kamera, sondern saß in einem Kreis von Kindern und las ihnen Geschichten vor, bastelte mit ihnen und sang mit ihnen Lieder.
Das Sandmännchen ging 1959 auf eine Idee Obrigs zurück. Doch bevor das westdeutsche Sandmännchen auf Sendung ging, hatte man beim Deutschen Fernsehfunk von den Plänen erfahren und kam dem SFB mit der ersten Ausstrahlung von Unser Sandmännchen zuvor.
Ilse Obrig verfasste auch Sachbücher und Erzählungen für Kinder.

## Meinungen
- „Die Kinderstunde erzog die Kinder zu einer hyperaktiven Freizeit, geprägt von Scherenschnitten, Kartoffelmännchen und Nussschalenwägelchen, zu hochdeutscher Sprache, geraden Linien und Respekt vor dem Alter, solange man dabei nur fröhlich und bescheiden blieb. Zu Spontaneität wurde niemand erzogen, die Reaktionen der anwesenden Kinder waren einstudiert.“[2]

- An Ilse Obrig wurden  'Spontaneität, Lebendigkeit, Fröhlichkeit, eine leichte Hand mit den Kindern, dennoch auch ein pädagogischer Unterton, eine spielerisch verpackte Belehrung'  gelobt; sie stand im Mittelpunkt der Sendungen, versammelte eine Schar von Kindern um sich herum, deren Aktivitäten sie moderierte, während sie gleichzeitig Filme in die Sendung einband. [...] Vorher einstudierte Turn-, Sing-, Tanz- und Bastelspiele sollten im bewahrpädagogischen Sinne und im Geiste der musischen Erziehung die Zuschauer zur Nachahmung auffordern; sie waren garniert mit Schatten- und Puppentheater-Aufführungen."[3]

- "Die von Dr. Ilse Obrig gegründete „Kinderstunde“ strahlte vor allem Langsamkeit und Ruhe aus. Dies stellte sich folgendermaßen dar: Dr. Ilse Obrig saß mit einer Schar Kinder im Kreis an einem Tisch und unterhielt sich mit ihnen. Dann nahm sie ein Bilderbuch zur Hand, schlug es auf und las den Text vor. Die Bilder des Buchs wurden über Zeiträume von ein bis zwei Minuten als Standbilder gezeigt, damit die Zuschauer sie gründlich visuell erfassen konnten (zum Vergleich: In heutigen Sendungen wird nach etwa zwei bis drei Sekunden zu einem anderen Bild geschnitten). Daneben wurde den Kindern sorgfältig Einstudiertes vorgesunden[sic] oder vorgespielt. Kinderfernsehsendungen sollten zur damaligen Zeit nicht nur anschaulich sein, sondern auch ruhig, um den Kindern ihre „nervöse Gehetztheit“ zu nehmen [...]"[4]

## Ehrungen
- 1973: Verdienstkreuz am Bande der Bundesrepublik Deutschland[5]

## Werke
- Kinder erzählen angefangene Geschichten weiter. Beck, München 1934 (Zugleich: Universität Leipzig, Dissertation 1934).
- Kinder, wir basteln! Das große Spiel- und Beschäftigungsbuch. Franck, Stuttgart 1935, 12. Auflage 1969.
- Kinder, wir spielen! Das große Spielbuch. Franck, Stuttgart 1937, 3. Auflage 1954.
- Wart, Kathrin, wir helfen dir! Erzählung aus dem Erzgebirge. Union, Stuttgart 1937.
- Guter Mucki, nimm mich auch mit! Eine Reise zu den Auslandsdeutschen in Rumänien. Union, Stuttgart 1937.
- Dackel Lüttje und das Katzenkind. Lustige Tiergeschichte für Jungen und Mädel. Union, Stuttgart 1938, 3. Auflage 1956.
- Familie Fröhlichs Wunderbuch. Reime, Spiele, Rätsel und Lieder für Mutter und Kind. Abel & Müller, Leipzig 1940.
- Kinder, wir wollen Theater spielen! Fröhliche Vorschläge. Franck, Stuttgart 1940.
- Sepp und Sabine. Eine frohe Geschichte für Mädel und Jungen. Union, Stuttgart 1958.
- Bunt und froh ist unsere Welt. Kinderspiele, Rätsel, Märchen und Lieder aus ganz Europa. Franck, Stuttgart 1960.
- Fröhlich durch das ganze Jahr. Union, Stuttgart 1960.
- Theater spielen macht Spaß. Kemper, Heidelberg 1960.
- Überall ist Kinderland. Kinderspiele aus aller Welt mit Alltag und Festen, Liedern und Geschichten. Franck, Stuttgart 1961.
- Kindergeburtstag. Einladungen, Vorbereitung, Ablauf. Mit vielen Spiel- und Beschäftigungsvorschlägen. Falken-Verlag Sicker, Wiesbaden 1972, ISBN 3-8068-0287-4, Nachauflage Falken, Niedernhausen 1994, ISBN 3-8068-0287-4.
- Wir freuen uns auf Weihnachten. Das große Spiel und Bastelbuch. Goldmann, München 1976, ISBN 3-442-20166-7, 2. Aufl. 1977.
- Kinderspiele aus aller Welt. Goldmann, München 1977, ISBN 3-442-20192-6.
- Freude mit Kindern. Spiele, Lieder, Bastelarbeiten. Goldmann, München 1979, ISBN 3-442-10795-4.
- Wir feiern Kindergeburtstag. Gekürzte und überarbeitete Neuausgabe. Falken, Niedernhausen 1998, ISBN 3-635-60478-X.